# Карбоксильная группа
Карбоксильная группа (карбоксил) -СООН — функциональная одновалентная группа, входящая в состав карбоновых кислот и за счет характера химических связей карбоксильной группы, строения углеводородного радикала R, а также их влияния друг на друга определяющая их кислотные свойства.

## Строение карбоксильной группы
Атомы углерода и кислорода карбонильной группы находятся в состоянии sp2-гибридизации. Атом кислорода из гидроксильной группы связан в карбоксильной группе с sp2-атомом углерода, поэтому он тоже находится в состоянии sp2-гибридизации. По этой причине атомы О(sp2)-С(sp2)-О(sp2) расположены в одной плоскости, в то время, как принадлежащие им негибридизированные р-орбитали размещаются перпендикулярно этой плоскости. Взаимное влияние карбонильной и гидроксильной групп передается системе сопряжения, которая образовалась при перекрывании р-орбиталей.
В карбоксильной группе есть три полярных ковалентных связи (С=О, С-О, О-Н), которые готовы к гетеролитическому разрыву. По этой причине реакции с участием этих групп атомов чаще всего проходят по ионному механизму.

## Свойства водорода в карбоксиле
Карбоксильная группа сочетает в себе две функциональные группы — карбонил (>C=O) и гидроксил (-OH), взаимно влияющие друг на друга.
Кислотные свойства карбоновых кислот обусловлены смещением электронной плотности к карбонильному кислороду и вызванной этим дополнительной (по сравнению со спиртами) поляризации связи О-Н. Из-за этого атом водорода более подвижен, а значит кислотные свойства выражены сильнее.

#### Диссоциация
В водном растворе карбоновые кислоты диссоциируют на ионы:
R-COOH = R-COO− + H+

#### Растворимость
Растворимость в воде и высокие температуры кипения кислот обусловлены образованием межмолекулярных водородных связей.
С увеличением молекулярной массы растворимость кислот в воде уменьшается.

#### Взаимодействие с металлами
Замещение водорода карбоксила кислоты металлом происходит при взаимодействии с некоторыми достаточно активными металлами (реакция со щелочными металлами обычно происходит бурно), окислами некоторых металлов и щелочами (нейтрализация) с образованием солей.